# Domena B3
Domena B3 – wysoce konserwatywna domena wiążąca DNA, spotykana wyłącznie w obrębie czynników transkrypcyjnych u roślin wyższych, znaleziona przynajmniej u 40 gatunków. Składa się z innych domen. Liczy sobie 100–120 reszt aminoacylowych. Zawiera 7 harmonijek beta oraz dwie helisy alfa, tworzące wiążącą DNA strukturę(), oddziałującą z rowkiem większym DNA.

## Rodziny B3
U Arabidopsis thaliana występują 3 główne rodziny czynników transkrypcyjnych zawierające domenę B3:
- ARF (Auxin Response Factors)
- ABI3 (ABscisic acid Insensitive3)
- RAV (Related to ABI3/VP1)

| białko                          | ARF1-B3                 | ABI3-B3                 | RAV1-B3 |
| ------------------------------- | ----------------------- | ----------------------- | ------- |
| struktura B3 pochodząca z       | modelowanie molekularne | modelowanie molekularne | NMR     |
| rozpoznawana przez B3 sekwencja | TGTCTC                  | CATGCA                  | CACCTG  |

1WID i 1YEL to jedyne znane struktury fazowe domeny B3.

## Pokrewne białka
N-końcowa domena restrykcyjnej endonukleazy EcoRII; C-końcowa domena restryktazy BfiI posiada podobną strukturę wiążącą DNA.